# ОШ „Вук Караџић” Доњи Стајевац
ОШ „Вук Караџић” у Доњем Стајевцу, једна је од установа основног образовања на територији општине Трговиште.